# Хедепер
Хедепер (нем. Hedeper) — община в Германии, в земле Нижняя Саксония.
Входит в состав района Вольфенбюттель. Подчиняется управлению Ассе. Население составляет 543 человека (на 31 декабря 2010 года). Занимает площадь 15,66 км².
Коммуна подразделяется на 2 сельских округа.
| Год  | Население |
| ---- | --------- |
| 1990 | 648       |
| 1995 | 658       |
| 2000 | 608       |
| 2005 | 586       |
| 2010 | 544       |